# Степанов, Василий Савельевич
Василий Савельевич Степанов (род. 1 июня 1990) — российский спортсмен, бронзовый призёр Универсиады 2013 года по академической гребле.

## Биография
Родился 1 июня 1990 года.
Начинал заниматься греблей в Ростове-на-Дону в 2004 году. Первый тренер — Юрий Леонидович Валуев.
На молодёжном чемпионате мира 2012 года был 9-м в гонке четвёрок.
Бронзовый призёр Универсиады в Казани. Студент Южного Федерального Университета.

## Личная жизнь
Жена Василиса — неоднократный победитель и призёр чемпионата и Кубка России по  академической гребле.